# Novotrade Rt.
A Novotrade Rt. az 50-es évek után alakult első tisztán magyar tulajdonú részvénytársaság volt, számítástechnikai import és forgalmazás, méréstechnikai szoftverfejlesztés, nyomdai tevékenység profillal.
A céget 1983. január 6-án alapította 4 bank és 93 vállalat,  (alapítók: Rényi Gábor, Szilágyi József); létrehozásához külön minisztertanácsi engedély kellett a szocialista cégformákat szabályozó törvény alapján. A részvényét 1990-ben az első „kelet-európai” részvényként forgalmazta a Girozentrale Befektetési Rt., mely 1991-től szerepelt a BÉT B-kategóriájában. 1990-ben meghatározó részesedéshez jutott a Georgetown-Lauder amerikai befektetőcsoport, amely nem élt azzal a lehetőséggel, hogy többségi részesedést szerezzen a cégben.
Eredeti profilja számítástechnikai eszközök és szoftverek importja és forgalmazása volt. Az 1990-es évek végére ezen tevékenységek jelentős része a leánycégekhez került kiszervezésre.
Az 1990-es évek elejére több, mint 70 tagú vállalattá vált Novotrade hitelválságba keveredett, melyet egy 1993-ig tartó leépítésekkel járó konszolidációval orvosoltak. A cég pénzügyi helyzete 1996 környékére ismét stabilizálódott, melyen segített néhány, a társaság szempontjából kedvezően végződő jogvita is (az MKB illetve a Nissan ellenoldali felekkel). A 90-es évek végére – a menedzsment és a Deutsche Balaton Broker Holding AG tulajdonos hatására – a cég tőzsdei befektetési holdingként működött.
2000 elején a holding cégei bevételeinek jelentős részét fogyasztási és elektronikai cikkek nagykereskedelme (Apple számítógépek, Roland hangszerek, Matchbox játékok), gépjármű-értékesítés (Peugeot), könyvkiadás és -forgalmazás tette ki.

## A Genesis Energy
A Novotrade 2006-ban nevet változtatott, az új neve Genesis Energy Nyrt. lett, a Genesis Technology Funddal közös partnerség eredményeképp, ahol napelem-gyártási terveket akartak megvalósítani.
A korábban szoftverfejlesztéssel és elektronikus könyvkereskedéssel is foglalkozó Novotrade egy nemzetközi napelem-gyártó konszern létrehozásának céljával stratégiai partnerségre lépett a Genesis Technology Fund-dal, felvéve annak nevét is.
A projekt célja egy olyan multinacionális cég felépítése volt, amely néhány éven belül az új generációs vékonyfilm-technológiával készülő napelemek nagyipari gyártása révén vezető szereplővé válhat a napelempiacon. A terv nem valósult meg.
A cég ezután ismét nevet változtatott, az új neve 2011. szeptember 22-től Hun Mining (Érc- és Ásványfeldolgozó Befektetési) Nyrt., és ezzel egyidejűleg megváltak vezetőiktől és átrendezték a részvényesek jogait. A cég számos probléma (büntető-feljelentések, kártérítési perek, vezetőváltások) után 2011-ben (még Genesis néven) és 2012-ben végrehajtás, majd 2015 elején felszámolás alá került. A kapcsolódó cégek között számos szintén felszámolás vagy kényszertörlés alatt áll (2017. februári állapot szerint).
A Budapesti Értéktőzsde a Hun Mining Nyrt.-t 2015. március 6-án törölte a terméklistából; a Novotrade 1991. április 9-én 10.000 Ft-os névértéken és 24.000 Ft-os bevezetési áron indult részvényjegyzése a zárónapon az 500 Ft névértékű és 2,40 Ft-on jegyzett részvénye elhagyta a tőzsdét.

## A Novotrade informatikai tevékenysége
1982-től – a vállalatirányítási rendszerek fejlesztéséhez kapcsolódóan – elsők között voltak, akik az országba szélesebb körben is elérhetően számítógépeket importáltak, Commodore 64 alapú vállalati, iskolai rendszerek létesítésével, illetve az otthoni számítógépek támogatásával. A programozást 30 db Commodore 64 gépen kezdték, és volt, hogy 2-300 programozót is foglalkoztattak.
1988-ig a fő profil a játékfejlesztés volt nyugati országoknak: a C64 és a ZX Spectrum mellett 1984-től az Electronic Artsnak, a Segának és Sonynak is fejlesztettek.
1988-ban a Borlandtól megbízást kaptak egy adatbáziskezelő létrehozására, ami 6 hónap alatt elkészült. Ez lett a Borland Quattro, a Lotus 1-2-3 konkurense, melyből több, mint 1 millió darabot adtak el.
Számos informatikai szakkönyvet adtak ki, főként Commodore 64, Commodore Plus/4, Commodore 16 gépekre.
A holding egyik cége, a Novotrade International 1989-ben irodát nyitott az Amerikai Egyesült Államokban (Palo Alto); a cég játékfejlesztési profilját eladták a menedzsmentnek, mely később a Segához került és ezt a céget nevezték át 1996-ban Appaloosa Interactive-ra, mely több sikeres számítógépes játékot is kiadott, majd 2006 körül működését befejezte. (Számos munkatársa a 2002-ben alapított Mithis Entertainment céghez került át, mely 2006-tól Eidos Hungary néven működött, ami 2010-ben szűnt meg.)